# Бадменил о Боа
Бадменил о Боа (фр. Badménil-aux-Bois) насеље је и општина у североисточној Француској у региону Лорена, у департману Вогези која припада префектури Епинал.
По подацима из 2011. године у општини је живело 129 становника, а густина насељености је износила 14,11 становника/km². Општина се простире на површини од 9,14 km². Налази се на средњој надморској висини од 330 метара (максималној 367 m, а минималној 314 m).

## Демографија
| 1962. | 1968. | 1975. | 1982. | 1990. | 1999. | 2011. |
| ----- | ----- | ----- | ----- | ----- | ----- | ----- |
| 112   | 116   | 97    | 79    | 101   | 122   | 129   |

График промене броја становника у току последњих година